# Neocalyptis ladakhana
Neocalyptis ladakhana Razowski, 2006 è una falena appartenente alla famiglia Tortricidae, endemica dell'India settentrionale.

## Descrizione
L'apertura alare è di circa 12 millimetri. Il colore di fondo delle ali è giallo-marrone, strigolato con il marrone. I segni sono marroni. I posteriori sono di colore grigio-marrone chiaro.